# Пољана Лекеничка
Пољана Лекеничка је насељено место у општини Лекеник, у Туропољу, Хрватска, до нове територијалне организације у саставу бивше велике општине Сисак.

## Становништво
| Националност       | 1991.        |
| Хрвати             | 269 (93,07%) |
| Срби               | 0            |
| Југословени        | 10 (3,46%)   |
| остали и непознато | 10 (3,46%)   |
| Укупно             | 289          |